# Sergio Torres Guardeño
Sergio Torres Guardeño (Cordova, 2 marzo 1984) è un ex calciatore spagnolo, di ruolo centrocampista.

## Caratteristiche tecniche
È un mediano.

## Carriera
Conta 34 presenze nella seconda divisione spagnola distribuite in due stagioni.

## Palmarès

### Nazionale
- Campionato d'Europa Under-16: 1

Inghilterra 2001
- Campionato d'Europa Under-19: 1

Norvegia 2002
- Giochi del Mediterraneo: 1

 2005